# Instituto Brasileiro de Geografia e Estatística
O Instituto Brasileiro de Geografia e Estatística (IBGE) é um instituto público da administração federal brasileira criado em 1934 e instalado em 1936 com o nome de Instituto Nacional de Estatística; seu fundador e grande incentivador foi o estatístico Mário Augusto Teixeira de Freitas. O nome atual data de 1938. A sede do IBGE está localizada na cidade do Rio de Janeiro.
O IBGE tem atribuições ligadas às geociências e estatísticas sociais, demográficas e econômicas, o que inclui realizar censos e organizar as informações obtidas nesses censos, para suprir órgãos das esferas governamentais federal, estadual e municipal, e para outras instituições e o público em geral.
A legislação vigente, de acordo com o Decreto Federal nº 73.177 de 20 de novembro de 1973 e a Lei nº 5.534 de 14 de novembro de 1968, modificada pela Lei nº 5.878 de 11 de maio de 1978, dispõe sobre a obrigatoriedade e sigilo das informações coletadas pelo IBGE, as quais se destinam, exclusivamente, a fins estatísticos e não poderão ser objeto de certidão e nem terão eficácia jurídica como meio de prova. A não prestação de informações nos prazos fixados bem como a prestação de informações falsas constitui infração, sujeito à multa de até 10 vezes o maior salário mínimo vigente no país, quando primário, e de até o dobro desse limite quando reincidente.

## Histórico

### Antecedentes

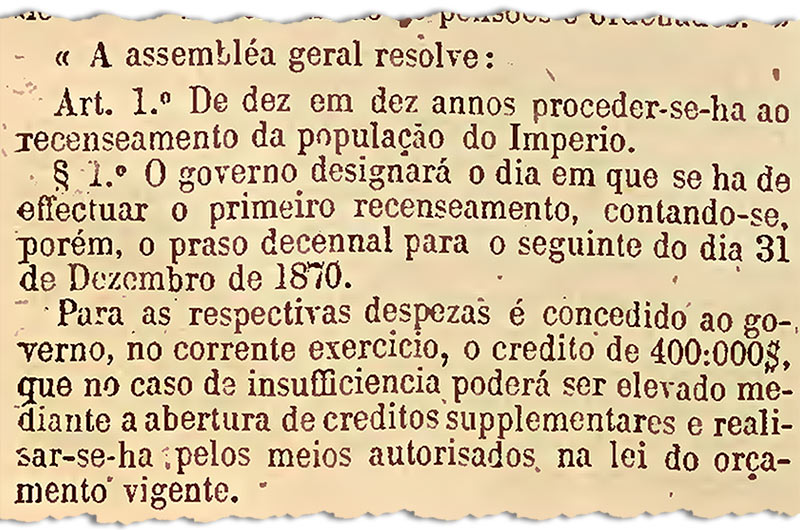
Projeto de lei aprovado pela Câmara e pelo Senado em 1870 determinado a realização do Censo.

Anteriormente ao IBGE, foi instituída em 1871 a Diretoria Geral de Estatística (DGE), subordinada ao Ministério de Negócios do Império Brasileiro, e que realizou o primeiro censo no ano seguinte. A DGE passou também a catalogar registros de nascimento, matrimônio e óbito quando da implantação da República, realizando mais três recenseamentos, em 1890, 1900 e 1920. Um ano após a Revolução de 1930, o DGE foi dissolvido, e suas competências divididas entre os Ministérios.

### Fundação
A data oficial de criação do IBGE é 29 de maio de 1936, quando foi regulamentado o Instituto Nacional de Estatística (INE), embora o Decreto n. 24.609, que o institui, date de 6 de julho de 1934. O INE foi fundado por um conjunto de estudiosos liderado por Mário Augusto Teixeira de Freitas, que viu a necessidade de organizar os dados estatísticos em um órgão centralizado. Pelo Decreto n. 1.527 (1937), foi criado também o Conselho Brasileiro de Geografia (CBG), que foi integrado ao INE para catalogar os dados geográficos do país.
O IBGE, em seu formato atual, foi criado mediante o Decreto-Lei n. 218 de 26 de janeiro de 1938, resultante da integração das competências do INE e do CBG em um único órgão.

### IBGE+
Em julho de 2024, a Fundação IBGE+ (Fundação de Apoio à Inovação Científica e Tecnológica do IBGE) foi criada como uma fundação pública com personalidade jurídica de direito privado, sem fins lucrativos, instituída pelo IBGE como seu Núcleo de Inovação Tecnológica (NIT), conforme a Lei 10.973/2004. Com a criação, será possível capitar recursos extraorçamentários, advindo de empresas públicas, instituições privadas ou mesmo internacionais para investimento em pesquisa.

## Estrutura

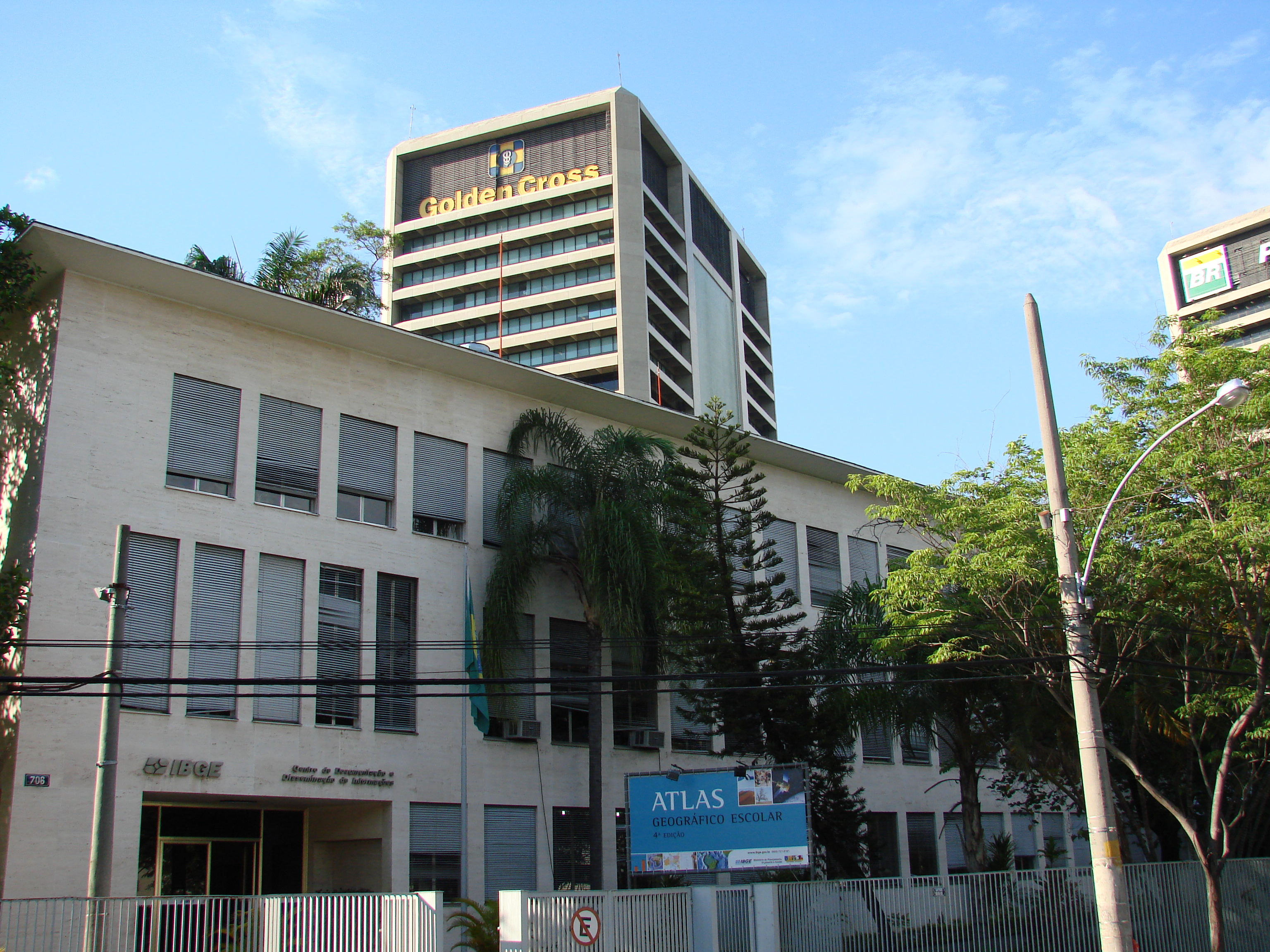
Sede do Centro de Documentação e Disseminação de Informações (CDDI) do IBGE, no bairro do Maracanã. Ao fundo, a sede da Golden Cross. À direita, uma sucursal da Petrobras.

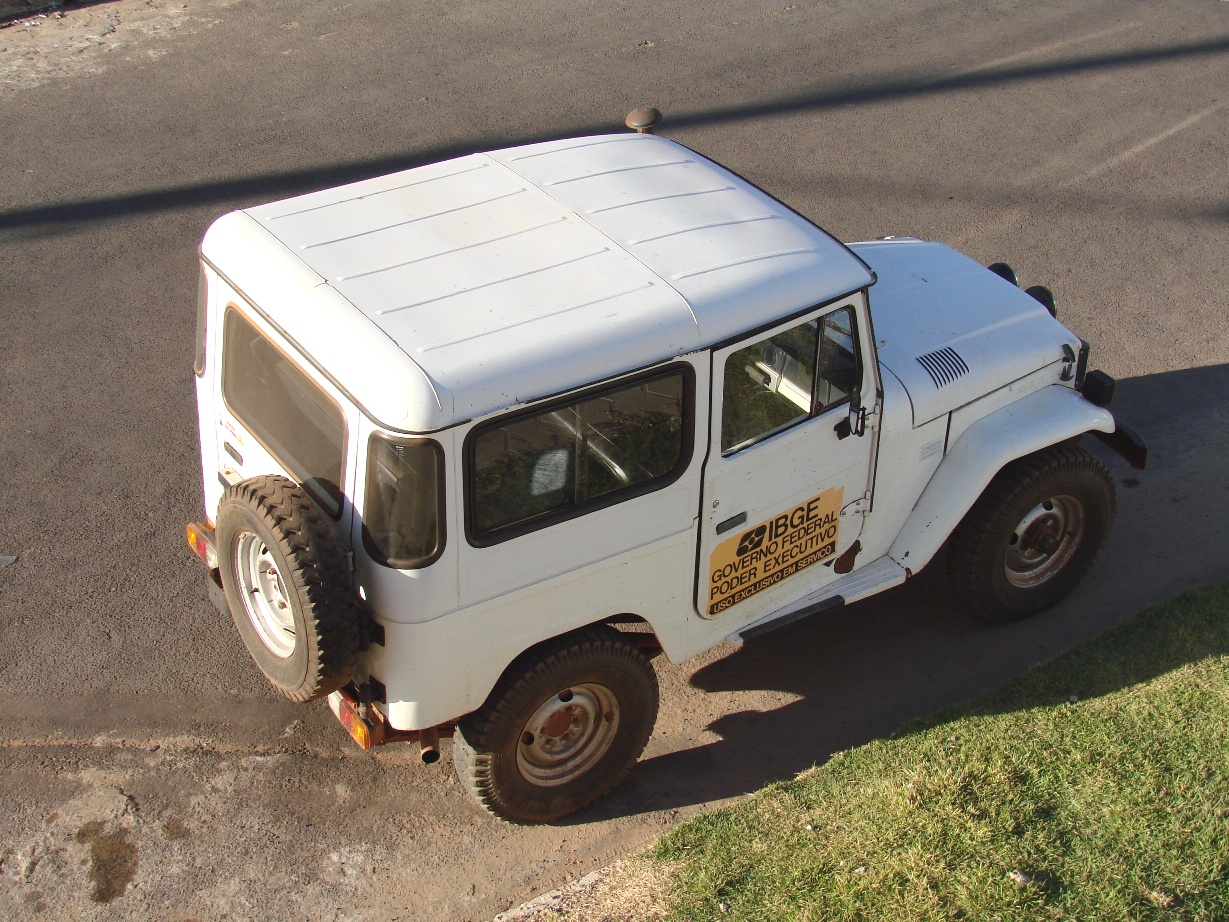
Um Toyota Bandeirante, utilizado pelo IBGE na agência de Sinop, em Mato Grosso.

O IBGE é uma entidade da administração pública federal, constituído na forma de fundação pública pelo Decreto-lei nº 161, de 13 de fevereiro de 1967, vinculado ao Ministério do Planejamento e Orçamento. Possui na presidência, quatro diretorias e dois outros órgãos centrais.[carece de fontes?]
O IBGE possui uma rede nacional de pesquisa e disseminação, composta por:[carece de fontes?]
- Vinte e sete (27) unidades estaduais (26 nas capitais dos estados e 1 no Distrito Federal);
- Vinte e sete supervisões de documentação e disseminação de informações (26 nas capitais e 1 no Distrito Federal);
- Vinte e sete supervisões de base territorial (26 nas capitais e 1 no Distrito Federal);
- Seis gerências de Geodésia e Cartografia (Bahia, Distrito Federal, Ceará, Goiânia, Pará e Santa Catarina);
- Cinco gerências de Recursos Naturais (Bahia, Distrito Federal, Goiânia, Pará e Santa Catarina);
- Quinhentas e setenta (570) agências de pesquisa e disseminação nos principais municípios;[15]
- Sede na cidade do Rio de Janeiro, onde está instalada a presidência, as diretorias e órgãos centrais a saber:
  - Diretoria Executiva (DE);
  - Diretoria de Pesquisas (DPE), responsável pelo planejamento e coordenação e execução das pesquisas de cunho estatístico;
  - Diretoria de Geociências (DGC), responsável pela cartografia básica, pelo sistema geodésico brasileiro, pela representação da estrutura territorial, pelo levantamento de recursos naturais e meio ambiente e pelos levantamento e estudos geográficos;
  - Diretoria de Informática (DI);
  - Centro de Documentação e Disseminação de Informações (CDDI), responsável pela documentação e pela disseminação das informações produzidas pelo instituto, bem como coordenar as 27 SDIs do país;
  - Escola Nacional de Ciências Estatísticas (ENCE),[16] responsável pelo treinamento dos servidores do instituto. A ENCE também é uma instituição federal de ensino superior que oferece os seguintes cursos:
    - Bacharelado em Estatística;
    - Especialização em Análise Ambiental e Gestão do Território;
    - Mestrado em Estudos Populacionais e Pesquisas Sociais;
    - Doutorado em População, Território e Estatísticas Públicas.

O IBGE mantém, ainda, a Reserva Ecológica do Roncador, situada a 35 km ao sul de Brasília.

## Pesquisas
O IBGE mantém as seguintes pesquisas permanentes (lista não exaustiva):
- Censo Agropecuário
- Levantamento Sistemático da Produção Agrícola (LSPA)
- Produção Agrícola Municipal (PAM)
- Pesquisa Pecuária Municipal (PPM)
- Pesquisa Extração Vegetal e Silvicultura (PEVS)
- Pesquisa Trimestral da produção de ovos de galinha (POG)
- Pesquisa Trimestral do abate de animais (ABATE)
- Pesquisa Trimestral couro (COURO)
- Pesquisa Trimestral da produção de leite (LEITE)

Pesquisas Econômicas Estruturais:
- Pesquisa Anual da Indústria (modelo completo) (PIA-C)
- Pesquisa Anual da Indústria (modelo simplificado) (PIA-S)
- Pesquisa Anual da Indústria (produto) (PIA-Prod)
- Pesquisa Anual da Indústria da Construção (PAIC)
- Pesquisa Anual do Comércio (modelo simplificado) (PAC-S)
- Pesquisa Anual do Comércio (modelo completo) (PAC-C)
- Pesquisa Anual dos Serviços (PAS)

Pesquisas Econômicas Conjunturais:
- Pesquisa Industrial Mensal de Produção Física (PIM-PF)
- Pesquisa Mensal do Comércio (PMC)
- Pesquisa Mensal de Serviços (PMS)
- Indice de preço ao produtor (IPP)
- Sistema Nacional de Pesquisa de Custos e Índices da Construção Civil (SINAPI)
- Pesquisa Industrial Mensal de Produção Física (PIM-PF)

Pesquisas Domiciliares:
- Pesquisa Nacional por Amostra de Domicílio Contínua (PNAD-C)
- Pesquisa de Orçamentos Familiares (POF)
- Pesquisa Nacional de Saúde (PNS)

Outras pesquisas:
- Pesquisa Nacional de Saneamento Básico (PNSB)
- Pesquisa Trimestral do Registro Civil
- Pesquisa Semestral de Estoque
- Pesquisa de Informações Básicas Municipais (MUNIC)
- Pesquisa de Informações Básicas Estaduais (ESTADIC)
- Pesquisa Industrial Mensal de Emprego e Salário (PIMES)

### Sistema de contas nacionais
O  Sistema de contas nacionais fornece uma visão de conjunto da economia e descreve os fenômenos da vida econômica: produção, consumo, acumulação e riqueza, fornecendo uma representação compreensível e simplificada destes dados. O Sistema de Contas Nacionais do IBGE segue as mais recentes recomendações das Nações Unidas expressas no Manual de Contas Nacionais (System of National Accounts 1993, SNA), incluindo o cálculo do Produto interno bruto (PIB) e a Matriz de insumo-produto.[carece de fontes?]
Apresenta os valores correntes e os índices de volume (1991=100) trimestralmente para o Produto interno bruto a preços de mercado, impostos sobre produtos, valor adicionado a preços básicos, consumo pessoal, consumo do governo, formação bruta de capital fixo, variação de estoques, exportações e importações de bens e serviços. São calculadas duas séries de números-índices: a com base no ano anterior e a encadeada com referência em 1990 (1990 = 100). A série encadeada é ajustada sazonalmente pelo X12-ARIMA possibilitando o cálculo das taxas de variação em relação ao trimestre imediatamente anterior.[carece de fontes?]
No IBGE a pesquisa foi iniciada em 1988 e reestruturada a partir de 1998, quando os seus resultados foram integrados ao atual Sistema de Contas Nacionais. As ponderações anuais são obtidas a partir deste novo sistema de contas. Periodicidade: trimestral. Abrangência geográfica: Brasil.[carece de fontes?]

### Índices econômicos
- Sistema Nacional de Índices de Preços ao Consumidor;
  - Índice Nacional de Preços ao Consumidor (INPC);
  - Índice Nacional de Preços ao Consumidor Amplo (IPCA);
  - Índice Nacional da Construção Civil (INCC);
  - Índice de Preços ao Produtor;
  - Pesquisa Mensal de Emprego.

### Classes sociais
Nos censos demográficos (ver seção abaixo), utiliza-se a seguinte classificação da sociedade em classes sociais. Essa classificação é a que é adotada pelo governo.
O IBGE usa o Critério por Faixas de Salário-Mínimo. É um método que classifica as classes com base em faixas de renda; mais especificamente, por número de salários-mínimos. O salário-mínimo no Brasil em 2022 era de R$ 1 212. Uma fraqueza deste método é não considerar patrimônio ou  ganhos esporádicos.
| Classe                                                                               | Número de salários-mínimo | Renda Familiar (R$) em 2022 |
| ------------------------------------------------------------------------------------ | ------------------------- | --------------------------- |
| A                                                                                    | Acima de 20               | R$ 24 240,01 ou mais        |
| B                                                                                    | De 10 a 20                | R$ 12 120,01 a R$ 22 240,00 |
| C                                                                                    | De 4 a 10                 | R$ 4 848,01 a R$ 12 120,00  |
| D                                                                                    | De 2 a 4                  | R$ 2 424,01 a R$ 4 848,00   |
| E                                                                                    | Até 2                     | Até R$ 2 424,00             |
| Fonte: Carneiro, Thiago (10 de dezembro de 2021). «Faixas Salariais x Classe Social» |                           |                             |

## Censos

### Censo demográfico
O IBGE realiza vários tipos de censos, embora o mais conhecido seja o censo demográfico, que é o conjunto de dados estatísticos sobre a população de um país. No Brasil, os censos demográficos são realizados a cada dez anos.
O censo demográfico é uma pesquisa sobre a população que possibilita a recolha de várias informações , tais como o número de habitantes, número de homens, mulheres, crianças e idosos, onde e como vivem as pessoas (se vivem de aluguel, se estão pagando o imóvel ou se é casa própria) e o trabalho que realizam (qual o salário, qual o trabalho, se é formado, no que trabalha, etc.), entre outras coisas.

#### Contagem de população
A contagem de população é realizada entre o intervalo de dois censos demográficos, geralmente cinco anos depois do último ou cinco antes do próximo. Objetiva atualizar os dados sobre o número de habitantes, e nem sempre é aplicada em todos os municípios.[carece de fontes?]

### Censo agropecuário
O censo agropecuário é o levantamento de informações sobre estabelecimentos agropecuários, florestais e/ou aquícolas de todos os municípios de um país. O objetivo da pesquisa é atualizar dados de censos anteriores, fornecer informações sobre aspectos econômicos, sociais e ambientais da atividade agropecuária. Ocorre geralmente a cada 10 anos.[carece de fontes?]
O último censo agropecuário realizado pelo IBGE no Brasil havia sido em 1996. Em 2006, foi realizado um novo censo agropecuário, referente às atividades desenvolvidas no ano anterior e em 1 de Outubro de 2017, deu-se início ao Censo Agropecuário do respectivo ano.

## Outras iniciativas
Ao longo dos anos a instituição tem publicado obras cuja linha editorial tem a ver com as competências do órgão, dentre as publicações, há a Enciclopédia dos Municípios Brasileiros inicialmente lançada em 1957.

## Lista de presidentes
As informações desta lista baseiam-se no website Memória IBGE e no livro "O Desafio de retratar o país: entrevistas com os presidentes do IBGE no período de 1985 a 2015" (IBGE, 2016)
|     | Nome                                 | Início                  | Fim                    |
| --- | ------------------------------------ | ----------------------- | ---------------------- |
| 1°  | José Carlos de Macedo Soares         | 29 de maio de 1936      | 30 de janeiro de 1951  |
| 2°  | Djalma Polli Coelho                  | 2 de maio de 1951       | 9 de setembro de 1952  |
| 3°  | Florêncio Carlos de Abreu e Silva    | 15 de setembro de 1952  | 21 de setembro de 1954 |
| 4°  | Elmano Gomes Cardim                  | 27 de setembro de 1954  | 17 de novembro de 1955 |
| 5°  | José Carlos Macedo Soares            | 17 de novembro de 1955  | 3 de maio de 1956      |
| 6°  | Jurandir de Castro Pires Ferreira    | 8 de maio de 1956       | 31 de janeiro de 1961  |
| 7°  | Rafael da Silva Xavier               | 10 de fevereiro de 1961 | 9 de novembro de 1961  |
| 8°  | Sá Freire Alvim                      | 13 de novembro de 1961  | 1 de outubro de 1963   |
| 9°  | Roberto Bandeira Accioli             | 14 de outubro de 1963   | 31 de março de 1964    |
| 10° | Agnaldo José Senna Campos            | 10 de abril de 1964     | 3 de abril de 1967     |
| 11° | Sebastião Aguiar Ayres               | 4 de abril de 1967      | 24 de março de 1970    |
| 12° | Isaac Kerstenetzky                   | 24 de março de 1970     | 29 de agosto de 1979   |
| 13° | Jessé de Souza Montello              | 29 de agosto de 1979    | 14 de março de 1985    |
| 14° | Edmar Lisboa Bacha                   | 10 de maio de 1985      | 27 de novembro de 1986 |
| 15° | Edson de Oliveira Nunes              | 6 de janeiro de 1987    | 13 de abril de 1988    |
| 16° | Charles Curt Mueller                 | 3 de maio de 1988       | 18 de abril de 1990    |
| 17° | Eduardo Augusto Guimarães            | 18 de abril de 1990     | 26 de março de 1992    |
| 18° | Eurico de Andrade Neves Borba        | 26 de março de 1992     | 15 de junho de 1993    |
| 19° | Sílvio Augusto Minciotti             | 15 de junho de 1993     | 30 de março de 1994    |
| 20° | Simon Schwartzman                    | 5 de maio de 1994       | 31 de dezembro de 1999 |
| 21° | Sérgio Besserman Vianna              | 18 de janeiro de 1999   | 31 de janeiro de 2003  |
| 22° | Eduardo Pereira Nunes                | 6 de fevereiro de 2003  | 14 de setembro de 2011 |
| 23° | Wasmália Bivar                       | 14 de setembro de 2011  | 4 de julho de 2016     |
| 24° | Paulo Rabello de Castro              | 4 de julho de 2016      | 25 de maio de 2017     |
| 25° | Roberto Olinto                       | 1 de junho de 2017      | 8 de fevereiro de 2019 |
| 26° | Susana Leite Ribeiro Cordeiro Guerra | 11 de fevereiro de 2019 | 9 de abril de 2021     |
| 27° | Eduardo Rios Neto                    | 27 de abril de 2021     | 2 de janeiro de 2023   |
| 28° | Cimar Azeredo Pereira                | 3 de janeiro de 2023    | 18 de agosto de 2023   |
| 29° | Marcio Pochmann                      | 18 de agosto de 2023    | em exercício           |